# Jakutská autonomní sovětská socialistická republika
Jakutská autonomní sovětská socialistická republika (rusky Якутская Автономная Советская Социалистическая Республика, jakutsky: Саха автономнай сэбиэскэй социалистическэй республиката) byla autonomní republika v rámci Ruské sovětské federativní socialistické republiky v Sovětském svazu. Útvar se nacházel v asijské části Ruska na Sibiři, 40 % území leželo za polárním kruhem. Se svoji rozlohou 3 103 200 km² se jednalo o největší autonomní sovětskou socialistickou republiku v SSSR a o největší územně-správní jednotku na světě vůbec. Hlavním městem byl Jakutsk.

## Historie
Jakutská ASSR vznikla 27. dubna 1922. V následujících dvaceti letech bylo na území republiky zřízeno značné množství pracovních táborů Gulagu a Dalstroje. V šedesátých letech byla objevena ohromná naleziště uranu. Jakutská ASSR zanikla roku 1991, kdy její Nejvyšší sovět vyhlásil suverénní Jakutskou–Sacha sovětskou socialistickou republiku, která se roku 1992 stala součástí Ruské federace jako Republika Sacha (Jakutsko).

## Obyvatelstvo
Podle sčítání lidu roku 1939 žilo v Jakutské ASSR 405 000 obyvatel, z toho 57 % jakutské a 36 % ruské národnosti. Sčítání roku 1989 vykázalo 1 030 000 obyvatel, z nichž bylo 50 % Rusů, 33 % Jakutů a 7 % Ukrajinců. Počet obyvatel jakutské národnosti během existence ASSR vzrostl z 230 000 v roce 1939 na 365 000 roku 1989.